# فتح طرابلس (1551)
حصار طرابلس (1551م) (بالإنجليزية: siege of Tripoli )‏ وقع عام 1551م وذلك عندما حاصرت قوات الدولة العثمانية بقيادة سنان باشا قوات فرسان مالطة أو ما يعرفون أيضًا بفرسان القديس يوحنا وهزيمتهم في قلعة طرابلس، (ليبيا الحديثة) حيث أنه قد قام الإسبان بإنشاء حصن لهم بطرابلس عام 1510م بما يسمى بالغزو الاسباني لطرابلس (1510م) وبعد ذلك قام تشارلز الخامس باحاله الحصن إلى قوات فرسان مالطة عام 1530م ولقد استمر الحصار بقصفٍ استمر لستة أيام قبل ان تستسلم المدينة في 15 أغسطس 1551م .

## الحصار
كانت المدينة تحت قيادة الفرنسي غاسبار دي فاليه مع ثلاثين من الفرسان ونحو 630 من الجنود المرتزقة، أسس العثمانيون قاعدة لهم منذ عام 1531م في مدينة تاجوراء على بعد 20 كيلومترًا إلى الشرق حيث كان مقر القائد خيرالدين بربروس امير البحار العثماني وأثناء الحصار طوق العثمانيون الحصن ونصبوا مدافعهم على ثلاثة اتجاهات، حاول السفير الفرنسى لدى الدولة العثمانية غابرييل دي أن يثني العثمانيون عن الاستيلاء على الحصن والمدينة لكن سنان باشا رفض رفع الحصار وبعد ستة أيام من القصف للحصن سرعان ما تمرد الجنود بالحصن وبدأت المفاوضات من أجل الاستسلام ومن ثم استولى سنان باشا على المدينة في 15 أغسطس 1515م .